# Equipo 57

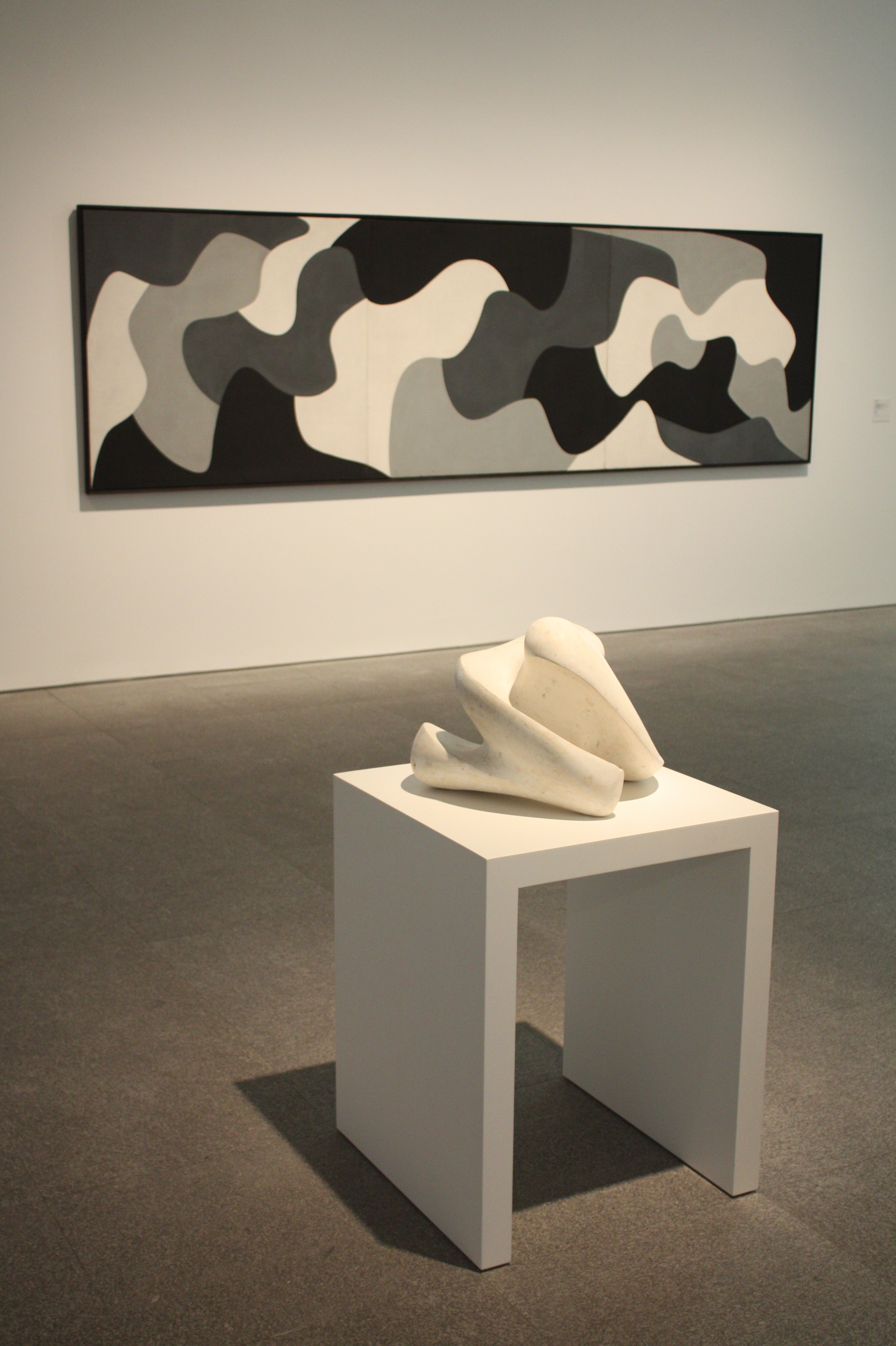

El Equipo 57 fue un grupo de artistas españoles, fundado en el café Rond Point de París, que estuvo activo entre 1957 y 1962. Formaban parte de él escultores, arquitectos y pintores.

## Nómina
Los artistas que inicialmente formaron el grupo en París, en mayo de 1957, fueron: los escultores Jorge Oteiza y Luis Aguilera y los pintores Ángel Duarte, José Duarte, Juan Serrano y Agustín Ibarrola.
Los pintores del Equipo 57 fueron influidos por el danés Richard Mortensen, además de por la pintura española clásica. Se apartaron del arte informal. Cultivaron un estilo abstracto geométrico. Usan un cromatismo muy intenso. Compartieron estilo, teoría (La Interactividad del Espacio Plástico), época, e incluso el estudio en el que trabajaban, con el Equipo Córdoba.
Oteiza abandonó el grupo, al que se incorporaron posteriormente el arquitecto Juan Cuenca, Néstor Basterretxea y Francisco Aguilera Amate, así como el danés Thorkild Hansen. 
Hacia 1962 es detenido Agustín Ibarrola y Ángel Duarte marcha a Suiza. El grupo se deshace.

## Exposiciones
En 1994 el Museo Nacional Centro de Arte Reina Sofía dedicó a Equipo 57 una amplia exposición retrospectiva comisariada por Marta González Orbegozo. La exposición se organizó cronológicamente en cinco partes atendiendo a la biografía expositiva del grupo: 1. Café Le Rond Point (París), Galería Denise René (París), Sala Negra (Madrid); 2. Exposición Museo Thorvaldsen (Copenhague); 3. Club Urbis (Madrid); 4. Sala Darro (Madrid); y 5. Galería Céspedes (Córdoba), Galería Susanne Bollag (Zúrich). A ellas se añade una sexta parte dedicada a la vertiente diseñadora de los miembros de Equipo 57, en la que se muestran sus más importantes ejemplos de mobiliario urbano y doméstico (sillas, bancos y banquetas, lámparas y mesas), como el Banco (Edición Darro) de 1960 o la Lámpara de elementos combinables (1962).
En marzo de 2016 el Centro Andaluz de Arte Contemporáneo (CAAC) inauguró en Sevilla la muestra titulada «Entre la figuración y la abstracción, la acción», donde se incluían abundantes obras del Equipo 57 y del grupo El Paso.
En septiembre de 2017 se inauguró en el Centro de Arte Rafael Botí de Córdoba la muestra Equipo 57 en Córdoba, una amplia retrospectiva del grupo español en su 60.º aniversario, comisariada por Ángel Luis Pérez Villén.